# Nastia Liukin
Anastasia "Nastia" Valerijevna Ljoekina (Russisch: Анастасия "Настя" Валерьевна Люкина) (Moskou, 30 oktober 1989) is een in de Sovjet-Unie
geboren Amerikaanse gymnaste. Ze won
onder meer een gouden medaille op de Olympische Spelen van 2008
in de individuele meerkamp en zilver in de landenmeerkamp. Eerder was ze ook
tweevoudig wereldkampioene op de evenwichtsbalk en eenmalig op de
brug. In totaal verzamelde ze reeds negen medailles op
wereldkampioenschappen en vier wereldtitels.

## Biografie
Nastia Liukin werd in 1989 geboren in de nadagen van de toenmalige Sovjet-Unie.
Haar vader, Valeri Liukin, behaalde voor de Sovjet-Unie meerdere wereldtitels
en twee gouden en zilveren medailles in de gymnastiek op de Olympische Spelen van 1988.
Haar moeder, Anna Kotchneva, was wereldkampioene ritmische gymnastiek in
1987.
Toen Liukin tweeënhalf jaar oud was, kort na het uiteenvallen van de Sovjet-Unie,
verhuisde het gezin naar de stad New Orleans in de Verenigde Staten en later
naar de staat Texas. Haar ouders werkten als atletiekcoaches
en omdat ze geen babysit konden betalen ging ze altijd met hen mee. Hoewel hierin
niet aangespoord door haar ouders begon Liukin de andere kinderen na te doen maar
haar talent en wens werden snel duidelijk. Reeds op haar zesde turnde Liukin op
competitieniveau.
Nastia Liukin brak op haar twaalfde door op het US Classic-toernooi uit het niets
brons te behalen in de individuele meerkamp. Haar ster begon te rijzen met de
Junior-Pan-Amerikaanse Spelen en ze werd tweemaal Amerikaans kampioen als
junior. Zodoende werd ze geselecteerd voor het Amerikaanse seniorenteam in
januari 2005.
Als senior werd ze op de Wereldkampioenschappen turnen in 2005 tweede in
de meerkamp. In maart 2006 werd ze eerste op de American Cup in dezelfde
discipline. In augustus dat jaar werd ze voor de tweede maal senior nationaal
kampioene. Ze werd geselecteerd voor de Wereldkampioenschappen turnen van
2006 maar door een enkelblessure opgelopen tijdens de training kon ze slechts
één oefening uitvoeren. Nog in 2006 hadden Liukin en haar vader een kleine
rol in de tienerfilm Stick It.
De enkelblessure noodzaakte een operatie en hield Liukin
begin 2007 grotendeels uit competitie. In de zomer dat jaar werd ze derde op
de nationale kampioenschappen. Op de volgende wereldkampioenschappen in Duitsland
behaalde ze opnieuw goud met het team. Ze won dat jaar ook haar tweede wereldtitel
als senior. Nog in 2007 maakte Liukin haar middelbare school af en ging
studeren aan de Southern Methodist University.

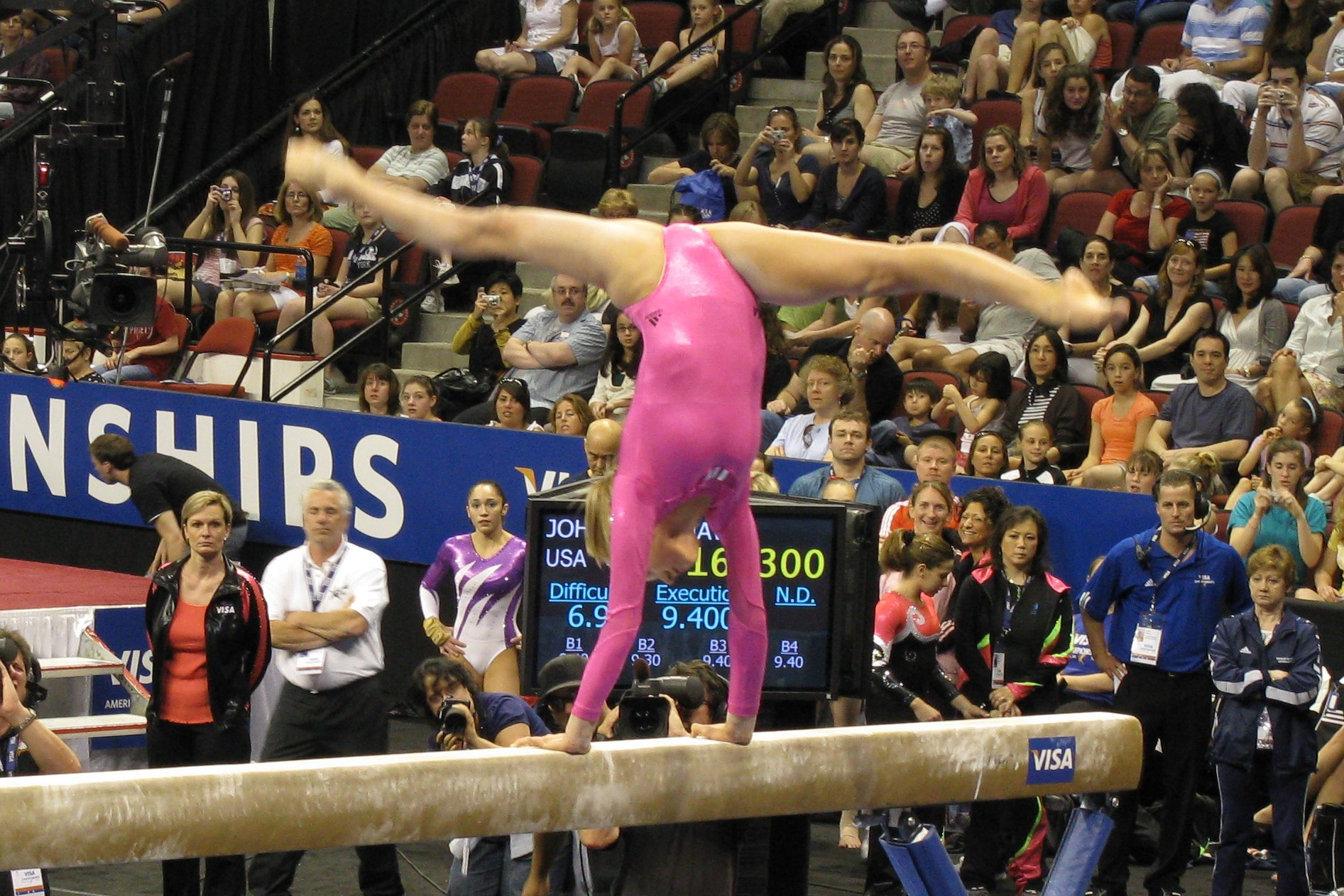
Liukin op de Amerikaanse nationale kampioenschappen van 2008.

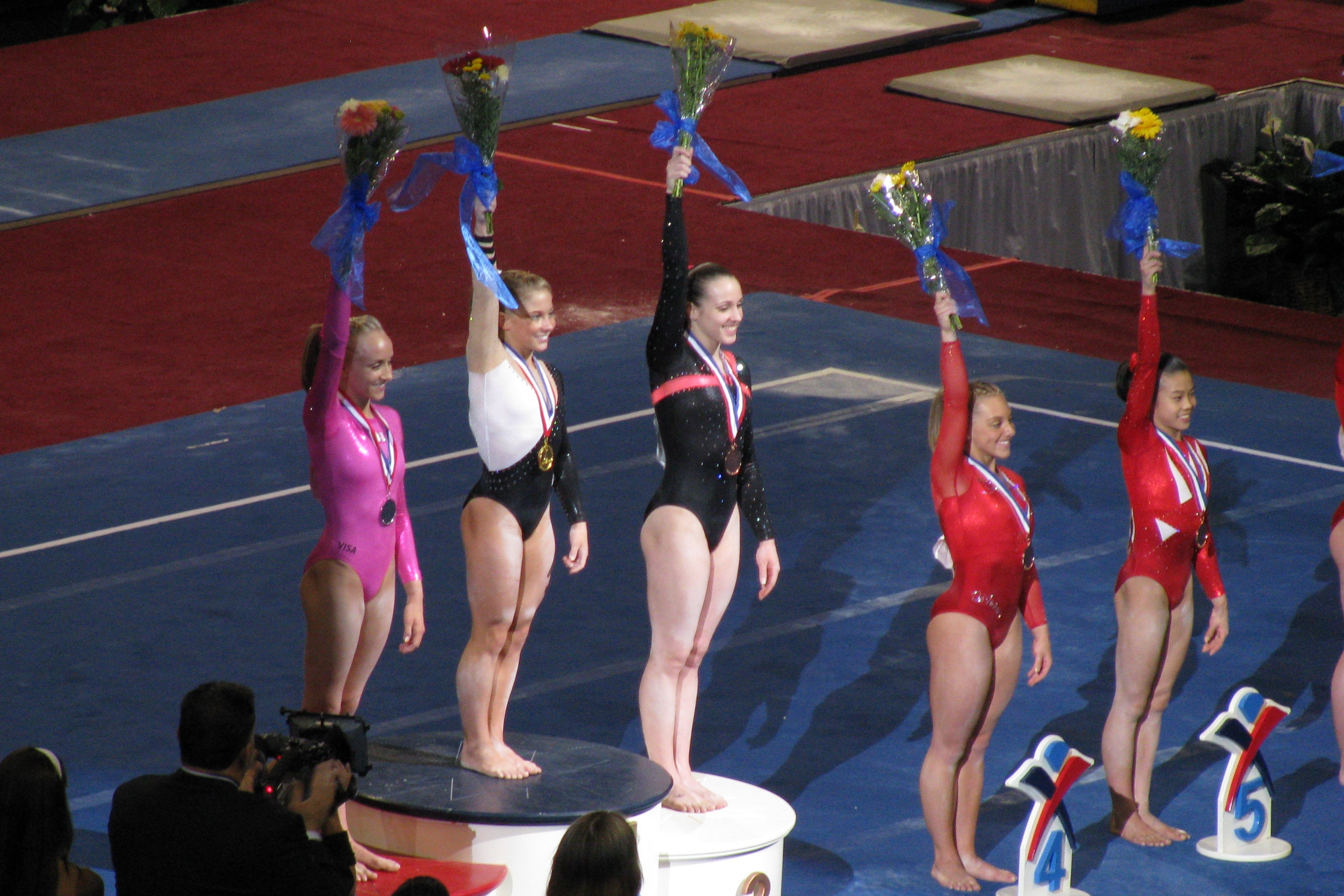
Liukin (uiterst links) op het podium met haar zilveren medaille in de meerkamp op de Amerikaanse nationale kampioenschappen van 2008.

In 2008 won Liukin opnieuw de American Cup en in maart dat jaar won ze met het
Amerikaanse team goud op de Pacific Rim-Kampioenschappen. Op de nationale
kampioenschappen werd ze tweede. In juni 2008 deed ze mee aan de kwalificaties
voor de Olympische Zomerspelen van 2008 waarin
ze tweede werd en daarmee haar ticket naar De Spelen verdiende.
In de kwalificatieronde werd ze er tweede, na haar teamgenote Shawn Johnson.
In de finale won ze met dat team zilver. Op 15 augustus pakte ze de gouden
medaille in de meerkamp, voor Shawn Johnson die zilver won.
Na de Olympische Spelen heeft Liukin nog 2 nationale wedstrijden gedaan in 2009 en is daarna gestopt.
In 2011 tijdens de WK turnen maakte ze haar terugkomst bekend.
In 2012 is ze gespot bij het trainingskamp voor de Amerikaanse turnsters.

## Palmares
| Wedstrijd                                     | Totaal | Totaal | Onderdeel | Onderdeel | Onderdeel | Onderdeel |
|                                               | Indiv. | Team   | Sprong    | Balk      | Brug      | Vloer     |
| --------------------------------------------- | ------ | ------ | --------- | --------- | --------- | --------- |
| Junior nationaal (VS) kampioenschap 2002      | 15     |        |           | 5         |           | 5         |
| Junior Pan-Amerikaanse Kampioenschappen 2002  | Zilver | Goud   |           | Zilver    | Zilver    |           |
| Junior nationaal (VS) kampioenschap 2003      | Goud   |        |           | Goud      | Goud      | Goud      |
| Pan-Amerikaanse Spelen 2003                   | Zilver | Goud   |           | Goud      | Brons     | Brons     |
| Junior nationaal (VS) kampioenschap 2004      | Goud   |        |           | Goud      | Goud      | Goud      |
| Junior Pacific Alliance-Kampioenschappen 2004 | Goud   | Goud   |           | Goud      | Goud      | Goud      |
| Nationaal (VS) kampioenschap 2005             | Goud   |        | 4         | Goud      | Goud      | Goud      |
| American Cup 2005                             |        |        |           | Goud      |           |           |
| Nationaal (VS) kampioenschap 2006             | Goud   |        |           | Goud      | Goud      | 7         |
| Wereldkampioenschappen turnen 2006            |        | Zilver |           |           | Zilver    |           |
| Pacific Rim-Kampioenschappen 2006             | Goud   | Goud   |           | Zilver    | Goud      |           |
| American Cup 2006                             | Goud   |        |           |           |           |           |
| Nationaal (VS) kampioenschap 2007             | Brons  |        |           | Zilver    | Goud      | 12        |
| Wereldkampioenschappen turnen 2007            | 5      | Goud   |           | Goud      | Zilver    |           |
| Pan-Amerikaanse Spelen 2007                   |        | Goud   |           | Zilver    | Zilver    |           |
| Nationaal (VS) kampioenschap 2008             | Zilver |        |           | Goud      | Goud      | 8         |
| Pacific Rim-Kampioenschappen 2008             | Goud   | Goud   |           | Goud      | Zilver    | 4         |
| American Cup 2008                             | Goud   |        |           |           |           |           |
| Olympische kwalificaties (VS) 2008            | Zilver |        | 5         | Brons     | Goud      | Zilver    |
| Olympische Zomerspelen 2008                   | Goud   | Zilver |           | Zilver    | Zilver    | Brons     |